# کورنبرگ بای رایگرسبورگ
کورنبرگ بای رایگرسبورگ (به آلمانی: Kornberg bei Riegersburg) یک منطقهٔ مسکونی در اتریش است که در زودوست‌اشتایرمارک واقع شده‌است. کورنبرگ بای رایگرسبورگ ۱۵٫۹۷ کیلومتر مربع مساحت دارد ۳۶۰ متر بالاتر از سطح دریا واقع شده‌است.